# Bilandapur
Bilandapur é uma vila no distrito de South 24 Parganas, no estado indiano de Bengala Ocidental.

## Demografia
Segundo o censo de 2001, Bilandapur tinha uma população de 5722 habitantes. Os indivíduos do sexo masculino constituem 51% da população e os do sexo feminino 49%. Bilandapur tem uma taxa de literacia de 48%, inferior à média nacional de 59,5%; a literacia no sexo masculino é de 54% e no sexo feminino é de 43%. 18% da população está abaixo dos 6 anos de idade.